# سجهرود
سجهرود (مخفف سه جهت رود)یکی از روستاهای استان اردبیل است که در دهستان خورش رستم جنوبی بخش خورش رستم شهرستان خلخال واقع شده‌است.

## طبیعت
این منطقه کوهستانی دارای اب و هوای خشک و گرم است و مردم این منطقه جزو عشایران بومی ایران می‌باشند.

## زندگی مردم
مردم این منطق زندگی عشایری دارند و در ییلاق و قشلاق مهاجرت می‌کنند شغل بیشتر مردم دامداری و کشاورزی است.

## ایل‌ها
ایل‌های خوبیاری و آرواتان و علی خانی دراین روستا با هم و درکنارهم زندگی می‌کنند.